# Tourbière de la Bouyère
Tourbière de la Bouyère este o arie protejată (sit de importanță comunitară — SCI) din Franța întinsă pe o suprafață de 3 ha, integral pe uscat.

## Localizare
Centrul sitului Tourbière de la Bouyère este situat la coordonatele 48°08′45″N 6°43′55″E / 48.14583°N 6.73194°E.

## Înființare
Situl Tourbière de la Bouyère a fost declarat arie specială de conservare în baza directivei 92/43 din 1992 referitoare la conservarea habitatelor naturale și a faunei și florei sălbatice pentru a proteja un număr necunoscut de specii din flora spontană și fauna sălbatică aflate în arealul zonei.

## Biodiversitate
Situată în ecoregiunea continentală, aria protejată conține 5 habitate naturale: Turbării active, Depresiuni pe substraturi de turbă de Rhynchosporion, Mlaștini împădurite, Mlaștini oligotrofe degradate, capabile încă de regenerare naturală, Păduri de fag Luzulo-Fagetum.
La baza desemnării sitului se află un număr nedeclarat de specii protejate.
Pe lângă speciile protejate, pe teritoriul sitului au mai fost identificate 2 specii de plante, 1 specie de nevertebrate.